# Joanna Franciszka od Nawiedzenia Maryi
Anna Michelotti (ur. 29 sierpnia 1843 w Annecy; zm. 1 lutego 1888 w Turynie) – włoska Błogosławiona Kościoła katolickiego, założycielka zgromadzenia Małych Służebnic Najświętszego Serca Jezusa.

## Życiorys
Mając 12 lat, opiekowała się z chorymi, a w 1875 roku założyła zgromadzenie Małych Służebnic Najświętszego Serca Jezusa. Zmarła 1 lutego 1888 roku, mając 44 lata w opinii świętości.
Została beatyfikowana przez papieża Pawła VI w dniu 1 listopada 1975 roku.